# Astronium fraxinifolium
Astronium fraxinifolium là một loài thực vật có hoa trong họ Đào lộn hột. Loài này được Schott mô tả khoa học đầu tiên năm 1827.